# Rosauro Rivero
Rosauro Rivero Céspedes (Santa Cruz de la Sierra, 8 de septiembre de 1982) es un exfutbolista boliviano. Se desempeñó como defensa.

## Clubes
| Club              | País    | Año           |
| ----------------- | ------- | ------------- |
| Real Santa Cruz   | Bolivia | 2004          |
| La Paz FC         | Bolivia | 2005          |
| The Strongest     | Bolivia | 2006          |
| La Paz FC         | Bolivia | 2007          |
| Blooming          | Bolivia | 2008          |
| The Strongest     | Bolivia | 2009-2010     |
| Real Potosí       | Bolivia | 2011-2014     |
| Sport Boys Warnes | Bolivia | 2014-2017     |
| Nacional Potosí   | Bolivia | 2017-presente |